# Took Heroma-Meilink
Dieuke (Took) Heroma-Meilink (Arnhem, 18 april 1908 - Amersfoort, 11 maart 1998) was een Nederlands maatschappelijk werkster en politica voor de Partij van de Arbeid.
Took Meilink was een intelligente dochter van de leraar Bokko Meilink en Rensia Hovens Gréve, en ze had een jongere zus. Ze volgde de Hogere Burgerschool in Arnhem en ging daarna naar de School voor Maatschappelijk Werk in Amsterdam. Tussen 1933 en 1953 was ze maatschappelijk werkster. Ze trouwde in 1936 met de arts Jan Frederik Heroma (overleden in 1962). Haar echtgenoot was huisarts in Dordrecht en Indonesië (1947-1950), werkte als controlerend geneesheer bij de Raad van Arbeid en het GAK, en was raadslid voor de Sociaal-Democratische Arbeiderspartij in Dordrecht.
In 1953 werd Heroma-Meilink in de Tweede Kamer gekozen namens de Partij van de Arbeid, nadat ze al actief was geworden binnen de partij - bijvoorbeeld als secretaris van de Vrouwengroep in de PvdA. Ze zou 17,5 jaar Kamerlid blijven, en hield zich vooral bezig met maatschappelijk werk, volksgezondheid en ontwikkelingssamenwerking. In 1963 speelde ze als woordvoerster van haar fractie een belangrijke rol bij de behandeling van de ontwerp-Algemene Bijstandswet als voorzitter van de bijzondere commissie die het wetsvoorstel behandelde. Daarnaast was ze tussen 1956 en 1965 voorzitter van de vaste Kamercommissie voor Maatschappelijk werk en van 1970 tot 1971 nog van de vaste commissie voor Ontwikkelingssamenwerking. In 1970 interpelleerde ze staatssecretaris Hein van de Poel van Cultuur, Recreatie en Maatschappelijk werk over het instellen van onderzoek naar de toestand van de in tehuizen wonende bejaarden. In 1963 en 1964 was ze VN vrouwenvertegenwoordiger en ging ze naar de Algemene Vergadering van de Verenigde Naties om daar een speech te geven.
In 1971 verliet Heroma-Meilink de Tweede Kamer, maar bleef ze maatschappelijk actief. Zo was ze vicevoorzitter en voorzitter van de Uitkeringsraad Vervolgingsslachtoffers 1940-1945.
- Biografisch Portaal: 72467792
- Parlement.com: vg09ll1naifm